# Мінамі-Ісе

Міна́мі-Ісе́ (яп. 南伊勢町, みなみいせちょう, МФА: [mʲinamʲi ise t͡ɕoː]?) — містечко в Японії, в повіті Ватарай префектури Міє. Розташоване в південній частині префектури, на березі Тихого океану. Отримало статус містечка 2005 року. Площа становить 242,98 км². Станом на 1 серпня 2011 року населення складало 14 474  осіб, густота населення — 59,6 осіб/км².   